# Lunghezza d'onda

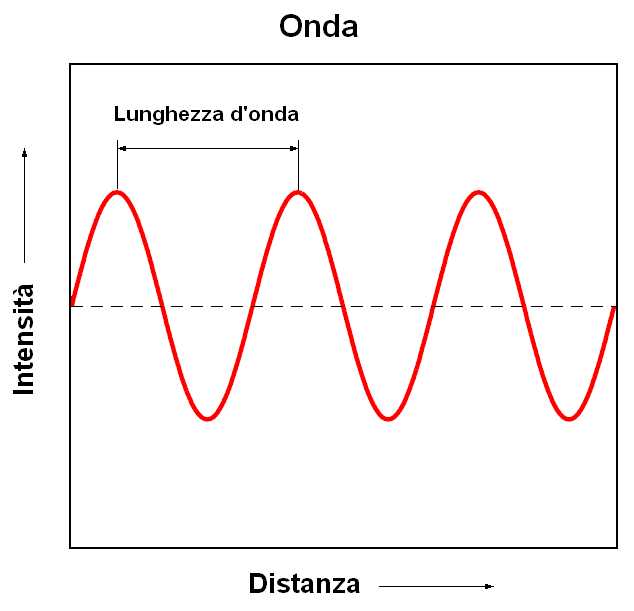
La lunghezza d'onda è la distanza tra due massimi o due minimi di una funzione periodica, in questo caso una sinusoide.

In fisica, la lunghezza d'onda di un'onda periodica è la distanza tra due creste o fra due ventri della sua forma d'onda, e viene comunemente indicata dalla lettera greca {\displaystyle \lambda }.

## Definizione
La lunghezza d'onda {\displaystyle \lambda } è definita come:
{\displaystyle \lambda ={\frac {v}{f}}}
dove {\displaystyle v} è la velocità di propagazione e {\displaystyle f} la frequenza dell'onda.
La lunghezza d'onda è correlata al numero d'onda {\displaystyle {\bar {\nu }}} dalla relazione:
{\displaystyle \lambda ={\frac {2\pi }{\bar {\nu }}}}
Quando le onde, solitamente quelle elettromagnetiche, passano attraverso un materiale, la loro velocità di propagazione viene ridotta di un fattore pari all'indice di rifrazione {\displaystyle n} del materiale, mentre la frequenza non cambia. Detta {\displaystyle \lambda _{0}} la lunghezza d'onda nel vuoto, la lunghezza d'onda {\displaystyle \lambda '} in un materiale con indice di rifrazione {\displaystyle n} è data da:
{\displaystyle \lambda ^{\prime }={\frac {\lambda _{0}}{n}}}
Le lunghezze d'onda della radiazione elettromagnetica sono normalmente riferite al vuoto come mezzo di propagazione (anche se questo non è sempre dichiarato esplicitamente).
La velocità {\displaystyle v} delle onde elettromagnetiche è pari alla velocità della luce, cioè circa {\displaystyle 3\cdot 10^{8}}m/s. Quindi, per esempio, la lunghezza d'onda {\displaystyle \lambda } di un segnale a {\displaystyle 100}MHz (un'onda radio), è di circa {\displaystyle 3\cdot 10^{8}}m/s diviso {\displaystyle 100\cdot 10^{6}}Hz = {\displaystyle 3} metri.

## Lunghezza d'onda di de Broglie
Tutte le particelle con una certa quantità di moto hanno una lunghezza d'onda, chiamata lunghezza d'onda di de Broglie, espressa dalla formula:
{\displaystyle \lambda =h/p}
dove {\displaystyle h} è la costante di Planck e {\displaystyle p} è la quantità di moto della particella.
Per una particella relativistica:
{\displaystyle \lambda ={\frac {h}{p}}={\frac {h}{mv}}{\sqrt {1-{\frac {v^{2}}{c^{2}}}}}}
dove {\displaystyle m} è la massa della particella, {\displaystyle v} è la velocità della particella e {\displaystyle c} è la velocità della luce.